# Boris Vallejo
Boris Vallejo (Lima, 8 de gener de 1941) és un dibuixant nascut al Perú. Boris va emigrar als Estats Units el 1964, on resideix actualment a Allentown, Pennsilvània. Amb freqüència treballa amb Julie Bell, la seva esposa, pintora i model.
Vallejo dibuixa gairebé exclusivament per als gèneres fantàstics i eròtics. Els seus dibuixos han il·lustrat la portada de dotzenes d'obres de ciència-ficció i han estat presentats en unes sèrie de calendaris que s'han convertit en best-sellers. Vallejo ha creat pòster per a pel·lícules, com Barbarian Queen and National Lampoon's Vacation. Vallejo té dos fills d'un matrimoni anterior, un dels quals, Dorian Vallejo, també ha treballat en el gènere de fantasia.
Els dibuixos de Vallejo mostren típicament a déus, monstres i/o musculats bàrbars (homes o dones) en plena batalla. Les seves últimes històries s'inclinen més cap al costat eròtic, encara que segueixen conservant els temes de fantasia.
Famoses són les seves portades per a The Savage Sword Conan, entre les quals destaquen els números 1 i 10.

## Publicacions
Molts llibres han recollit l'art de Vallejo, entre ells:

### En espanyol
- Dreams: The Art of Boris Vallejo (1999) Norma Editorial
- Fantasía Digital (2003) amb Julie Bell Norma Editorial
- Imaginistix (2007) amb Julie Bell Norma Editorial

### En anglès
- Mirage (1997)
- Fantasy Art Techniques (1985)
- The Fantastic Art of Boris Vallejo (1980)